# Amerigo Thodé

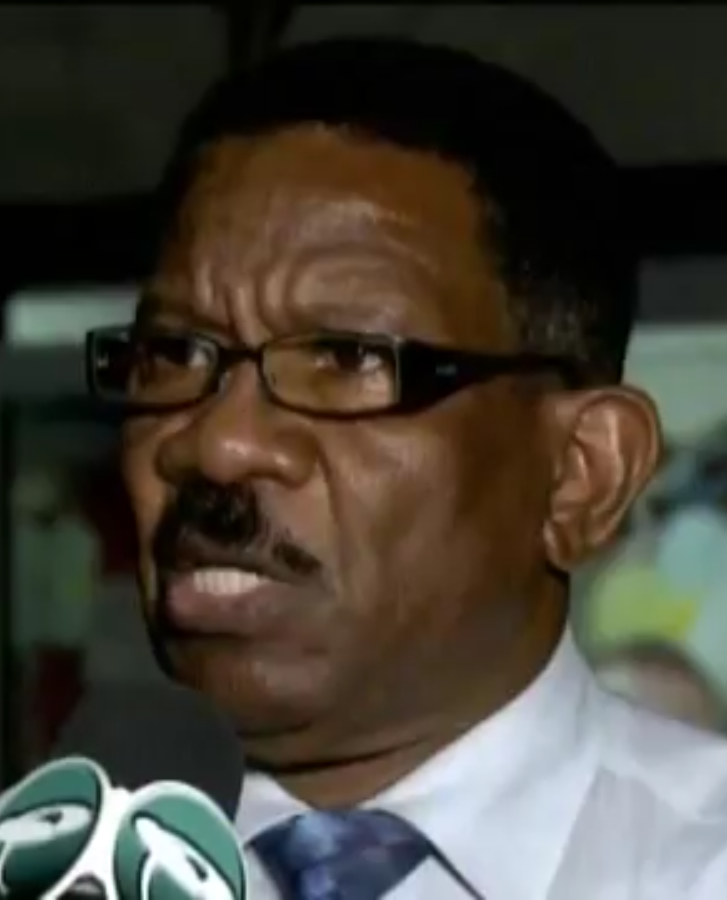
Thodé in 2014

Amerigo Constantino Maria Thodé (Amsterdam, 27 juli 1950 – Willemstad, 14 december 2023) was een Curaçaos politicus. Hij was namens de partij Movementu Futuro Kòrsou (MFK) lid van de Staten van Curaçao en was tevens fractievoorzitter.
In november 2012, na de Statenverkiezingen Curaçao 2012, werd Thodé gekozen tot voorzitter van de Staten van Curaçao. Enkele weken later stapte hij alweer op als voorzitter, omdat de beoogde coalitie van Pueblo Soberano, Partido MAN en MFK niet van de grond kwam. Van 23 maart 2017 tot 10 mei 2017 was hij voor de tweede keer Statenvoorzitter. Omdat Gilmar Pisas  minister-president werd moest hij aftreden als Statenvoorzitter en zijn zetel in de Staten opgeven. Hierdoor kreeg Thodé, die niet was verkozen tijdens de verkiezingen van 2016, een zetel in de Staten. Na het verkrijgen van de zetel werd hij direct verkozen tot Statenvoorzitter. Na de verkiezingen van 2017 werd hij, op 10 mei 2017, vervangen door William Millerson.
Eind 2015 werd Thodé vervolgd voor het lekken van een ambtsgeheim. Hij had in 2014 een geluidsopname gemaakt bij een geheim overleg. Partijgenoot George Jamaloodin zou deze geluidsopname later op de radio laten horen. Thodé werd veroordeeld tot een voorwaardelijke boete.
Thodé had al langere tijd ernstige gezondheidsproblemen en werd in november opgenomen in het Curaçao Medical Center. Hier raakte hij in coma, maar ontwaakte ook weer. Thodé overleed op 73-jarige leeftijd in een verzorgingstehuis in Willemstad.